# Греве-ін-К'янті
Греве-ін-К'янті, Ґреве-ін-К'янті (італ. Greve in Chianti) — муніципалітет в Італії, у регіоні Тоскана,  метрополійне місто Флоренція.
Греве-ін-К'янті розташоване на відстані близько 220 км на північний захід від Рима, 23 км на південь від Флоренції.
Населення — 13 967 осіб (2014).
Щорічний фестиваль відбувається 8 вересня. Покровитель — Beata Vergine Maria.

## Демографія
Населення за роками:

Станом на 1 січня 2023 року в муніципалітеті офіційно проживало 1485 іноземців з 73 країн, серед них 399 громадян країн Євросоюзу та 28 громадян України.

## Сусідні муніципалітети
- Баньйо-а-Риполі
- Кастелліна-ін-К'янті
- Каврилья
- Фільїне-е-Інчиза-Вальдарно
- Імпрунета
- Радда-ін-К'янті
- Риньяно-сулл'Арно
- Сан-Кашіано-ін-Валь-ді-Пеза
- Таварнелле-Валь-ді-Пеза